# The Wild Girl (film fra 1917)
The Wild Girl er en amerikansk stumfilm fra 1917 af Howard Estabrook.

## Medvirkende
- Eva Tanguay som Firefly
- Stuart Holmes som Andrio
- Tom Moore som Donald MacDonald
- Dean Raymond
- Valerie Bergere